# Agharta
Agharta je koncertní dvojalbum amerického jazzového trumpetisty Milese Davise. Vydalo jej v srpnu roku 1975 hudební vydavatelství CBS/Sony a jeho producentem byl Teo Macero. Záznam pochází z jednoho ze dvou koncertů, které Miles Davis se svou kapelou odehrál v koncertní síni v japonském městě Ósaka dne 1. února 1975. Tato deska vznikla při prvním vystoupení, které proběhlo odpoledne. Při večerním koncertu bylo nahráno album Pangaea, jež vyšlo následujícího roku.

## Seznam skladeb
Autorem všech skladeb je Miles Davis.
| Pořadí | Název                        | Délka |
| ------ | ---------------------------- | ----- |
| 1.     | Prelude (Part 1)             | 22:34 |
| 2.     | Prelude (Part 2)“ / „Maiysha | 23:01 |
| 3.     | Theme from Jack Johnson      | 26:17 |
| 4.     | Interlude                    | 25:59 |

## Obsazení
- Miles Davis – trubka, varhany
- Pete Cosey – kytara, perkuse, syntezátor
- Sonny Fortune – altsaxofon, flétna, sopránsaxofon
- Al Foster – bicí
- Reggie Lucas – kytara
- Michael Henderson – baskytara
- James Mtume – perkuse